# Профилакса инфективних болести
Профилакса инфективних болести је скуп поступака који се предузимају пре или непосредно по излагању човековог организма инфективном агенсу или његовом продукту (нпр. токсинима), са циљем да се спречи успостављање инфекције и развој болести. Профилакса према примењеним методама може бити општа и специфична, а према ефектима радикална и палијативна. Имунопрофилакса је најзначајнији вид профилаксе инфективних болести, која је заснована на принципу имунизације људи. Она има за циљ да код имунизоване особе створи такав имунитет, или стање отпорности на инфекцију неким патогеном које траје одређено, краће или дуже време (идеално доживотно).
Упоредо са појавом вакцинације као једне од значајних мера у профилакси инфективних болести, јавили су се и покрети противника вакцинације. Проблем који узрокују ови покрети је подстицање на невакцинисање због чега је дошло до нарушавања профилаксе заразних болести имунизацијом и поновне појаве врло тешких болести које су годинама биле под контролом.

## Општа разматрања о профилакси

### Ефекти профилаксе
Према ефектима профилакса заразних болести, зависно од предузетих мера може бити: палијативна и радикална.
Палијативна профилакса
Мере палијативне профилаксе су ограниченог трајања, односно трају онолико дуго колико се профилакса спроводи (или нешто дуже). На пример у борби против трбушног тифуса вакцинација је палијативна профилактична мера.
Радикална профилакса
За разлику од палијативних, радикалне мере профилакса су трајног карактера, јер трајно решавају проблем заразних болести. На пример:
- Вакцинопрофилакса је мера у борби против вариоле која болест искорењује.
- Обезбеђење популације исправном водом за пиће, хигијенско отклањање отпадних материја, одржавање личне и колективне хигијене итд, представљају радикалне мере у борби против многих цревних заразних болести.

### Облици имунопрофилаксе
Имунопрофилакса представља најзначајнији вид профилаксе инфективних болести и заснива се на принципу имунизације људи. Њен циљ је да имунизована особа стекне имунитет, или стање отпорности на инфекцију неким патогеном које траје одређено, краће или дуже време (идеално доживотно).
Облици имунопрофилаксе могу да буду природни и вештачки.

#### Природна имунизација
Природна имунизација се процес који се у неком организму дешава спонтано без икакве људске активности.Она може да буде:
Активна
Као што је имуност која остаје код појединца после прележане инфекције.
Пасивна
Посредована антителима или пасивна имунизација заснива се на антителима који пролазе кроз плаценту (ИгГ) или се секретују у млеко (превасходно ИгА) којом мајка штити своје дете у току трудноће и првих месеци живота од свих болести које је прележала или против којих је вакцинисана.

#### Вештачка имунизација
Вештачка имунизација настаје као резултат примене одређених медицинских поступака који имају за циљ да у организму појединца развију на неку инфективну болест. Као природна и ова имуност може да буде:
Активна
Активна или вештачки индукована имунизација настаје ако се активно, организам излаже одређеном патогену или његовој компоненти, односно продукту (обично у измењеном облику)
Пасивна
Пасивна, или вештачки изазвана имунизација постиже се давањем антитела специфичних за тај патоген, његову компоненту или продукт. С обзиром да третирана особа добија већ формирана антитела, овакав поступак има брзо (скоро тренутно) дејство, али је имунитет који остаје привремен (условљен је полуживотом самих имуноглобулина) и траје неколико недеља, до максимално неколико месеци. 
Пасивна имунизација може да се користи профилактички, на пример, да спречи развој болести у случају познатог излагања одређеном инфективном агенсу (после убода иглом контаминираном крвљу са вирусом хепатитиса Б или после уједа бесне животиње) или за заштиту особа са ослабљеном функцијом имунског система (нпр превремено рођена деца или особе са дефицијенцијом хуморалне имуности).
Она може бити и терапијска са циљем да побољша клиничку слику болести, нарочито оних посредованих токсинима (нпр дифтерија и ботулизам) или у случају излагања организма отрову неке животиње (нпр  након уједа змије) и као таква најчешће је терапијска методу која спашава живот.
| БОЛЕСТ                                                                             | ПРОИЗВОД             | ИЗВОР        | ИНДИКАЦИЈЕ |
| ---------------------------------------------------------------------------------- | -------------------- | ------------ | --- |
| Ботулизам                                                                          | Специфични коњски Ig | Коњ          | Лечење - Рана и храном изазваног облика ботулизма, дечји ботулизам се третира хуманим ботулинским имуноглобулином (BabyBIG).         |
| Цитомегаловирус                                                                    | Хипер-имуни IV Ig    | Хумани       | Профилакса - користи се најчешће код пацијената са трансплантацијом бубрега.                                                         |
| Дифтерија                                                                          | Специфични коњски Ig | Коњ          | Лечење - дифтеријске инфекције. |
| Хепатитис, морбили                                                                 | Удружених хумани Ig  | Хумани серум | Профилакса - Инфекције хепатитисом и морбилима, лечење урођене или стечене имунодефицијенције                                        |
| Идијопатска тромбоцитопенијска пурпура, Кавасакијева болест, Ig имунодефицијенција | Удружених хумани Ig  | Хумани серум | Лечење - Идијопатске тромбоцитопенијске пурпуре и Кавасаки синдрома. Превенција/лечење опортунистичких инфекција са IgG недостатком. |
| Беснило                                                                            | Рабијес Ig           | Хумани       | Профилакса - Након излагања инфекцији (примењује се заједно са вакцином против беснила).                                             |
| Тетанус                                                                            | Тетанус Ig           | Хумани       | Лечење- Инфекције тетанусом. |
| Кравље богиње /Вакцинија                                                           | Вакцинија Ig         | Хумани       | Лечење |
| Хепатитис Б                                                                        | Хепатитис Б Ig       | Хумани       | Профилакса - Након експозиције, код беба изложених високом ризику (примењује се са вакцином против хепатитис Б).                     |
| Варичела                                                                           | Варичела-зостер Ig   | Хумани       | Профилакса - Након излагања варичели особа са високим ризиком.                                                                       |

## Опште мере профилаксе
У циљу заштите становништва од заразних болести опште мере представљају првенствено санитарно-хигијенске мере, где спадају пре свега комуналне мерама:
- Обезбеђење здравствено исправне воде за пиће, животних намирница и предмета опште употребе;
- Обезбеђивање санитарно-техничких и хигијенских услова у објектима под санитарним надзором и другим објектима;
- Уклањање људских и животињских излучевина, лешева, органа и ткива, отпадних вода на начин да не угрожавају здравље здравље становништва;
- Спровођење дезинфекције, дезинскеције и дератизације у насељеним местима, на јавним површинама и у другим објектима.
- Здравствени надзор, је контрола спровођења мера и прописа из превентивне медицине и праћење појаве оболелих или суспектних случајева, а обухвата све болести (нарочито заразне), објекте, уређаје, делатности, лица и животиње, који на било који начин могу штетно утицати на здравље становништва Надзор је основа за процену ризика од заразних болести, али и инструмент очувања здравља на неком епидемијом угроженом подручју, након елементарних непогода, рата или других масовних катастрофа.

Опште мере мере профилаксе у некој заједници организују и спроводе надлежни органи и друга правна лица, као и надлежне здравствене установе. Старање о извршавању општих мера профилаксе је у домену санитарних инспектората. Опште профилактичке мере код неких болести представљају радикалне мере нпр. Код цревних заразних болести.

## Специфичне мере профилаксе
У мере специфичне профилаксе од инфективних болести спадају:
- Вакцинопрофилакса;
- Серопрофилакса;
- Хемиопрофилакса;
- Профилактичка дезинфекција, дезинсекција и дератизација;
- Откривање и обескличавање здравих носилаца узрочника заразних болести;
- Здравствено васпитање становништва.

#### Вакцинопрофилакса
Вакцинопрофилакса представља вид вештачке имунизације људи са циљем да се код њих активно индукује протективни имунски одговор на одређени патоген и спречи развој болести у случају каснијег излагања човека том патогену. Од када је почела да се примењује вакцинопрофилакса до данас развијен је већи број вакцина и програм вакцинације на светском нивоу, што је довело до
искорењавања (ерадикације) великих богиња и драстичног смањења инциденце многих других инфективних болести (нарочито у развијеним земљама).
Вакцинопрофилакса се, по правилу, а примењује превентивно, пре излагања човека инфективном агенсу природним путем (зато се вакцинацинопрофиласа најчешће обавља у најранијем животном добу), или код болести које имају дугу инкубацију могуће је и њихово давање након експозиције (нпр у случају вакцине против беснила после уједа). Такође постекспозиционо вакцинацинопрофиласа може да буде ефикасно ако се примени заједно са специфичним имуноглобулинима (нпр након убода на иглу контаминирану крвљу са вирусом хепатитиса Б).
Циљ оваквог поступка је да се индукује стечени имунски одговор на одређени патоген (или његов продукт) и да се створи имунолошка меморија на њих кроз индукцију дугоживећих плазма ћелија и меморијских Т- и Б- лимфоцита. Пошто је за развој имунолошке меморије неопходно време, вакцине нису ефикасне одмах по давању (за разлику од имуноглобулина који имају тренутно дејство), али је имунитет који индукују дуготрајан (обично траје годинама, некад и доживотно). 
Већина савремених вакцина остварује своју заштиту превасходно кроз индукцију Т-зависног хуморалног одговора, тј. високоафинитетних неутралишућих антитела која делују протективно тако што инхибирају везивање патогена за ћелије домаћина и покрећу неке од одбрамбених ефекторских механизама, као што је на пример активација комплемента. Неке вакцине (превасходно живе вирусне вакцине) могу поред хуморалног да индукују и цитотоксичан одговор, док неке друге вакцине (нпр полисахаридни вакцине против пнеумокока и менингокока) делују тако што индукују Т-независни хуморални одговор на капсуларне полисахаридни антигене. 
Вакцинопрофилакса се, по правилу, примењује превентивно, пре излагања човека инфективном агенсу природним путем (и зато обавља најчешће у најранијем животном добу), али код болести које имају дугу инкубацију могуће је и њена примена након експозиције (нпр у случају вакцинопрофилаксе против беснила после уједа животиње). Такође постекспозициона вакцинопрофиласа може да буде ефикасно ако се примени заједно са специфичним имуноглобулинима (нпр. након убода на иглу контаминирану крвљу са вирусом хепатитиса Б).
| Живе (атенуисане)          | Ове вакцине садрже живе, атенуисане (ослабљене) инфективне агенсе         |
| Мртве (инактивисани)       | Ове вакцине садрже целе, убијене инфективне агенсе.                       |
| Субјединичне (антигенске)  | Ове вакцине садрже продукте (токсоидне)/делове инфективних агенаса.       |
| Коњуговане вакцине         | Садрже Т-независан антиген инфективних везан за Т-зависан антиген.        |
| Комбиноване (поливалентне) | Ове вакцине садрже неколико антигена једног или више различитих патогена. |

#### Серопрофилакса
Серопрофилакса са заснива на примени препарата крви (серума или других фракција), који садржи антитела створена у неком другом организму (човеку или животињи). На овај начин настаје вештачки пасивни имунитет. Овај поступак користи се у случајевима када је неопходно створити брзу заштиту угрожених лица или када за то нема других могућности.
Зависно од порекла, серуми могу да буду анимални и хумани. Хетерологне антитела (анималног порекла) имају краћи животни век, јер стварају антитела на стране беланчевине и брже разграђују унетаантитела. Давање нових количина хетерологног серума у цију продужења заштите нема сврхе, јер се повећава опасност од анафилактичких реакција.
Имуноглобулини се добијају из плазме или серума одраслих особа, реконвалесцената или из плаценте. Уколико препарат садржи имуноглобулине - антитела против више различитих заразних болести називају се стандардним или општим имуноглобулином.
Специфични имуноглобулини садрже имуноглобулине према одређеној болести у високој концентрацији (тетанус, беснило, хепатитис вироза Б). Примена одговарајућег имуноглобулина не даје алергијске реакције, унета антитела трају дуже и у случају потребе продужења заштите може се поновити њихова примена.
Пасивна заштита која се постиже серумима наступа наступа брзо, али је краткотрајна (2-3 недеље анималним) и (4-6 недеља хуманим). Брзина заштите зависи од начина примене. Брже интравенски (за ово се користе само наменски препарати), нешто спорије - ако је апликација убризгавањем у мишић.
Како се приликом давања серума анималног прекла могу да јаве серумске реакције (серумска болест и анафилакти (серумска болест и анафилактички шок) неопходна је превенција истих (узимањем анамнестичких података, интракутани тест)
Закон о заштити становништва од заразних болести прописује обавезну заштиту специфичним
имуноглобулинима у профилакси тетануса, беснила и имуноглобулинима у профилакси тетануса, беснила и хепатитиса Б.
Поред наведених користе се и у профилакси вирусних инфекција (вирусног хепатитиса А, морбила, рубеоле, инфекција (вирусног хепатитиса А, морбила, рубеоле, варичеле) код невакцинисаних тешких болесника, реконвалесцената, трудница, у дечијим
колективима.

#### Хемиопрофилакса
Хемиопрофилакса је скуп поступака који се заснивају на коришћењу лекова у заштити од заразних болести. Обавезна заштита лековима (хемиопрофилакса) врши се на прописан начин за сва лица која су изложена ризику од заразе туберкулозом и маларијом.
По епидемиолошким индикацијама хемиопрофилакса се може применити и код лица изложених ризику од других заразних болести (стрептококна и менингококна инфекција, болесница са имуносупресијом, оперисани итд).

#### Откривање и обескличавање здравих носилаца узрочника заразних болести
Здравствени прегледи одређених категорија запослених, других лица и клицоноша, битан су чинилац у правовременом откривање и обескличавању здравих носилаца узрочника заразних болести.

#### Профилактична дезинфекција, дезинсекција и дератизација
Дезинфекција
Поступке усмерен на уништење највећег броја нежељених микроорганизама је дезинфекција. У ту сврху користе се разна физичка и хемијска средства, и њиховим дејством се уништава или инхибира и остала популација организама. Примењује се ван живог организма, у спољној средини (земљишту, води, ваздуху, на предметима и у просторијама здравствених установа, фабрика прехрамбених производа и др.)
Дезинфекцију треба спроводити непрекидно кроз:
- Свакодневно прање руку и одржавање личне хигијене;
- Дезинфекцију воде за пиће;
- Пастеризацију млека и других прехрамбених производа;
- Дезинфекцију и стерилизацију медицинских инструмената и материјала;
- Дезинфекцију здравственим установама, дечјим колективима, јавним објектима;

- дезинфекција у средствима јавног превоза. дезинфекција у средствима јавног превоза.
Ова мера се свакодневно спроводи у периоду пре појаве болести. Оне се спроводе истим мерама и техничким поступцима и при извођењу дезинфекције у противепидемијске сврхе. 
Дезинсекција
Дезинсекција је скуп механичких, биолошких и хемијских мера и поступака који се предузимају са циљем сузбијања или смањења штетних инсеката.
Спроводи се као мера профилаксе у објектима за производњу промет животних намирница, здравственим установама, предшколским и предшколским објектима, јавним површинама и слично.
Дератизација
Дератизација је скуп поступака који се спроводе у циљу уништавања пацова и других глодара као преносиоца узрочника
одређених заразних болести (салмонелозе, (салмонелозе, лептоспирозе, туларемија ...)

#### Здравствено васпитање
Један од најбитнијих профилактичких мера је подизање опште културе становништва, а као део те културе и здравствене културе.
У борби против било које заразне болести обавезно треба спроводити и ову веома важну меру, која између осталог, треба да обухвати упознавање становништва са најважнијим чињеницама и факторима значајним за настанак и ширење одређених болести у обиму који је потребан да се спречи појава и искорене одређене болести.